# ヴァネッサ・カールトン
ヴァネッサ・カールトン（Vanessa Carlton、1980年8月16日 - ）は、アメリカ合衆国ペンシルベニア州ミルフォード出身のピアニスト、シンガーソングライター。「サウザンド・マイルズ」のヒットで知られる。

## 略歴
パイロットの父親とピアノ教師の母親との間に生まれる。ロシア系ユダヤ人と北欧系のハーフである。幼い頃から音楽に興味を持ち、ディズニーランドから帰った時にわずか2歳で「小さな世界」をピアノで弾いたエピソードを持つ。14才でニューヨークのバレエ学校に入学したが、卒業後は音楽の世界に飛び込んだ。
コロンビア大学在学中はマンハッタンでウェイトレスをしていた。
アヴリル・ラヴィーンらを手がける音楽プロデューサーのPeter Zizzoと出会い、A&Mレコードと契約。2002年にアルバム『ビー・ノット・ノーバディ』でデビュー。Billboard 200アルバムチャートで5位を記録し、アルバムからの最初のシングル「サウザンド・マイルズ」もBillboard Hot 100で最高5位を記録するヒットとなった。「サウザンド・マイルズ」はオーストラリアで1位、イギリスで6位、その他ヨーロッパ各国でトップ10入りした。
2004年、当時交際していたロックバンド「サード・アイ・ブラインド」のボーカル、スティーブン・ジェンキンスのプロデュースでセカンド・アルバム『ハーモニウム』をリリース。Billboard 200で33位を記録。しかし当時は拒食症とうつ病に苦しんでいた。
2006年にA&Mからジ・インク・レコーズに移籍し、2007年にサード・アルバム『Heroes & Thieves』をリリース。Billboard 200で44位を記録。
2011年1月、初のベスト・アルバム『アイコン - ベスト・オブ・ヴァネッサ・カールトン』をリリース、4月には約4年ぶりとなる4枚目のアルバム『Rabbits on the Run』をリリースする。

## エピソード
- 2010年6月19日、聴衆の前で両性愛者であることを公表した[2][3]。2013年に男性と結婚し、2015年に女児を出産した。
- 「Lord Victor」という名前のロングヘアードダックスフントを飼っている。シングル「Nolita Fairytale」のミュージックビデオに出演している。

## 受賞・ノミネート
- グラミー賞・ノミネート（2002年）
第45回 最優秀レコード賞（サウザンド・マイルズ） 、最優秀ソング賞（サウザンド・マイルズ）
- 日本ゴールドディスク大賞（2002年）
第17回 ニュー・アーティスト・オブ・ザ・イヤー

## ディスコグラフィ

### スタジオ・アルバム
- 『ビー・ノット・ノーバディ』 - Be Not Nobody (2002年)
- 『ハーモニウム』 - Harmonium (2004年)
- Heroes & Thieves (2007年)
- Rabbits on the Run (2011年)
- Liberman (2015年)
- Love Is an Art (2020年)[4]

### ライブ・アルバム
- Liberman Live (2016年)
- Earlier Things Live (2017年)

### コンピレーション・アルバム
- 『アイコン - ベスト・オブ・ヴァネッサ・カールトン』 - Icon: Best of Vanessa Carlton (2011年)
- Double Live & Covers (2018年)

### EP
- 『オーディナリー・デイ - スペシャル・ツアー・エディション』 - Ordinary Day (2002年)
- Hear the Bells (2012年)
- Blue Pool EP (2015年)

### シングル
- 『サウザンド・マイルズ』 - "A Thousand Miles" (2002年)
- "Ordinary Day" (2002年)
- "Pretty Baby" (2003年)
- 『ホワイト・ハウセズ』 - "White Houses" (2004年)
- "Nolita Fairytale" (2007年)
- "Hands on Me" (2008年)
- "Carousel" (2011年)
- "I Don't Want to Be a Bride" (2011年)
- "Hear the Bells" (2012年)
- "Operator" (2015年)
- "House of Seven Swords" (2015年)
- "Nothing Where Something Used to Be" (Steve Osborne Remix) (2016年)
- "The Only Way to Love" (2020年)

### フィーチャリング・シングル
- カウンティング・クロウズ : "Big Yellow Taxi" (2003年)
- ズッケロ : "Everybody's Gotta Learn Sometime" (2004年)

## 日本公演
- 2002年

10月1日 名古屋ダイアモンドホール、2日 Zepp Osaka、3日 渋谷公会堂
- 2018年

12月11日、12日 ビルボードライブ東京（両日とも1日2公演）、14日 ビルボードライブ大阪（1日2公演）